# Moriš
Moriš (rum. Mureș, lat. Marisus, mađ. Maros, nje.: Mieresch, Marosch, Muresch, srpski: Мориш) je rijeka u Panonskoj nizini. 
Izvire u Rumunjskoj, u gorju Giurgeu (Gyergyó) u istočnim Karpatima, teče kroz Rumunjsku, zatim kroz Mađarsku, u kojoj se ulijeva u rijeku Tisu kod grada Segedina u jugoistočnoj Mađarskoj, nedaleko od granice s autonomnom pokrajinom Vojvodinom u Srbiji.  
Duga je 725 km, od toga teče 50 km kroz Mađarsku. Gornji tok Moriša je dijelom nacionalnog parka.
Teče kroz županije Harghitu, Mureș, Albu, Hunedoaru i Arad u Rumunjskoj i kroz mađarsku Čongradsku županiju. 
Od značajnijih gradova, na Morišu se nalaze gradovi Toplița, Reghin, Târgu Mureș, Iernut, Luduș, Ocna Mureș, Aiud, Teiuș, Alba Iulia, Deva i Arad u Rumunjskoj i Makó i Segedin u Mađarskoj.

## Etimologija
Poznato je da rijeku prvi put spominje Herodot 485. pr. Kr. pod imenom Maris (Μάρις). Strabon ga naziva Marisos (Μάρισος). Na latinskom je bio poznat kao la. Marisus ; Mureș se također spominje, kao Morisis (Μορήσης), u dokumentu bizantskog cara Konstantina VII ., 948. godine.
Na njemačkom je također bio poznat pod različitim nazivima de. Mieresch, de. Marosch ili de. Muresch, zahvaljujući transilvanskim saskim naseljima i prethodnoj habsburškoj vladavini. Bio je poznat na turskom kao tr. Maroş tr. Muriş pod Osmanlijama.

## Pritoci
Sljedeće rijeke su pritoci rijeke Moriš(od izvora do ušća): 
Lijevi: Cărbunele Negru, Senetea, Fierăstrăul, Șumuleul Mare, Borzontul Mare, Borzontul Mic, Pietrosul, Bacta, Limbuș, Piatra, Eseniu, Martonca, Calnaci, Muscă, Gălăuțaș, Zăpodea, Măgheruș, Mărșinețul de Sus, Gudea Mare, Sălard, Iod, Borzia, Sebeș, Fițcău, Idicel, Deleni, Gurghiu, Mocear, Beica, Habic, Petrilaca, Valea cu Nuci, Terebici, Pocloș, Budiu, Niraj, Pârâul Mare, Lăscud, Sărata, Șeulia, Valea Luncilor, Ațintiș, Găbud, Fărău, Ciunga, Pusta Băgăului, Rât, Târnava, Hăpria, Sebeș, Pianul, Cioara, Cugir, Vaidei, Romos, Orăștie, Turdaș, Strei, Tâmpa, Cerna, Herepeia, Căoi, Vulcez, Leșnic, Săcămaș, Plai, Dobra, Abucea, Valea Mare, Sălciva, Pestiș, Căpriorișca, Somonița, Birchiș, Izvor, Corbul, Fiac, Suliniș, Lalașinț, Chelmac, Pârâul Mare, Șiștarovăț, Țârnobara, Sinicoț, Valea Fânețelor de Jos, Zădărlac i Zădăreni
Desni: Chindeni, Arinul Scurt, Chirtoegher, Strâmba, Pârâul Noroios, Belcina, Lăzarea, Ghiduț, Ditrău, Faier, Jolotca, Filipea, Sărmaș, Ciucic, Toplița, Călimănel, Mermezeu, Zebrac, Neagra, Ilva, Obcina Ferigelor (Fântânel), Răstolița, Gălăoaia, Bistra, Pietriș, Dumbrava, Râpa, Agriș, Lueriu, Luț, Șar, Voiniceni, Cuieșd, Valea Fânațelor, Șăușa, Valea din Jos, Lechința, Ranta, Pârâul de Câmpie, Grindeni, Arieș, Unirea, Ciugud, Ormeniș, Mirăslău, Lopadea, Aiud, Gârbova, Geoagiu (Alba), Galda, Ampoi, Pâclișa, Valea Vințului, Blandiana, Stânișoara, Băcăinți, Homorod, Geoagiu (Hunedoara), Boiul, Bobâlna, Valea lui Sânpetru, Lazu, Vărmaga, Certej, Boholt, Căian, Bejan, Boz, Sârbi, Băcișoara, Gurasada, Zam, Almaș, Petriș, Crăciuneasca, Troaș, Vinești, Stejar, Julița, Valea Mare, Grosul, Monoroștia, Bârzava, Nadăș, Conop, Cornic, Milova, Jernova, Șoimoș, Radna, Cladova, Crac i Száraz-ér

## Vanjske poveznice
|  | Zajednički poslužitelj ima još gradiva o temi Moriš |

- HNV  Arhivirana inačica izvorne stranice od 7. listopada 2007. (Wayback Machine) Milovan Miković: Iznad žita nebo (velika *.pdf datoteka)